# Довгоруківська яйла (заказник)
Довгоруківська яйла — ландшафтний заказник місцевого значення, розташований неподалік від села Перевальне Сімферопольського району, АР Крим. Створений відповідно до Постанови ВР АРК № 643-6/11 від 21 грудня 2011 року.

## Загальні відомості
Площа 2130 гектара. Розташований на північний схід від села Перевальне Сімферопольського району.
Заказник створений із метою збереження і відновлення природних комплексів (природних ландшафтів), відтворення рідкісних об'єктів рослинного і тваринного світу, що перебувають під загрозою зникнення та середовища їх проживання, збереження об'єктів культурної спадщини та області живлення підземних вод, гірських річок Криму, що використовуються для водопостачання населених пунктів.